# Oreste Scaffone
Oreste Scaffone (fl. XIX-XX secolo) è stato un calciatore italiano.

## Carriera
Nel 1900, in cui è certa la sua presenza nella sconfitta esterna contro la Juventus per 2-0 del 18 marzo 1900, con la Ginnastica ottenne il terzo ed ultimo posto del girone eliminatorio piemontese.
Scaffone era nella rosa della Ginnastica sino al 1902.

## Statistiche

### Presenze e reti nei club
| Stagione | Club              | Campionato | Campionato | Campionato | Campionato |
| Stagione | Club              | Comp       | Pres       | Reti       |            |
| -------- | ----------------- | ---------- | ---------- | ---------- | ---------- |
| 1900     | Ginnastica Torino | CI         | 4          | 0          |            |
| Totale   | Totale            | Totale     | 4          | 0          |            |